# 空へ-救いの翼 RESCUE WINGS-
『空へ-救いの翼 RESCUE WINGS-』（そらへ すくいのつばさ レスキューウイングス）は、2008年に公開された角川映画制作・配給の日本映画。原作はアニメ『よみがえる空 -RESCUE WINGS-』およびコミックス『レスキューウイングス』。

## 概要
- 航空自衛隊小松基地内に所在する航空救難団小松救難隊を舞台に、女性初の救難ヘリコプターパイロットとなった川島遥風3等空尉が航空救難や災害現場への出動を通じて成長する姿を描く。
- 防衛省、航空自衛隊、海上自衛隊の全面協力により、本物の航空機や艦船を使用して撮影が行われた。また基地内のシーンも全て実際の施設で撮影されている。
- 主演の高山侑子の父親は、かつて航空自衛隊新潟救難隊に所属していた本物の救難員であったが、2005年4月14日に訓練中の墜落事故で殉職している。彼女は、父親の追悼式典出席のために家族と上京した際、防衛庁の職員に原宿を案内してもらっている途中スカウトされた、という経歴を持つ。本作への出演に関して、本人は「父がこの作品に導いてくれた」と語っている。

## キャスト

### 川島遥風3等空尉：高山侑子
23歳。航空学生出身の救難ヘリUH-60Jの新人パイロット。伊豆諸島の神津島出身で、幼い頃に母親を救った航空救難団に憧れ、パイロットになった。
瀬南孝太郎 2等空曹：渡辺大
救難員。訓練中にミスを犯した遥風に対し、不信感を露にする。阪神・淡路大震災で妹を亡くしている。
織田龍平 1等空尉：井坂俊哉
UH-60Jのパイロット。戦闘機からヘリに配置転換させられた、“F転”パイロット。
鷹栖美那 3等空佐：木村佳乃
航空救難団小松救難隊飛行班長で、救難捜索機U-125Aのパイロット。父親もパイロットであったが、殉職している。
菊田靖男 2等空佐：三浦友和
航空救難団小松救難隊長で、UH-60Jのパイロット。美那の父親を救助できなかった過去を持つ。
勝沼碧 空士長：鈴木聖奈
UH-60Jの機付長。機体の不調により瀬南にケガを負わせてしまったことで、自分を責めて落ち込む。暴走族「イーグル」出身で、元リーダーである横須賀に励まされたことをきっかけに彼と婚約する。
早稲田繁夫 3等空佐：春田純一
UH-60Jのパイロット。
逢坂健二 3等空曹：中林大樹
UH-60Jのフライトエンジニア。
柿崎大輔 ２等空曹：中村俊太
救難員。
横山姪子 3等空曹：瀬戸早妃

### その他の登場人物
横須賀　剛 1等空尉：金子賢
第6航空団飛行群第306飛行隊のF-15Jパイロット。「イーグル」の元リーダー。碧と婚約するが、その数日後の訓練中に墜落する。
川島千恵子：浅田美代子
遥風の母。遥風が幼い頃、航空救難団のV-107Aに急患空輸された。
遥風の父：高尾義博
神津島の学校で校長をしている。遥風が自衛隊に入るのを最後まで反対していた。
飯島：中村雅俊
海上自衛隊の護衛艦はるさめ艦長。
はるさめの副長：宮川一朗太

## 登場する航空機・艦船
UH-60J 救難ヘリコプター
作中でのコールサインは「ヘリオス」。
U-125A 救難捜索機
作中でのコールサインは「アルテミス」。
V-107A 救難ヘリコプター
冒頭の回想シーンで登場。
MU-2S 救難捜索機
F-15J 戦闘機
T-4中等練習機
むらさめ型護衛艦「はるさめ」
遥風の操縦するUH-60Jが給油のために着艦する。
SH-60K 哨戒ヘリコプター
作中でのコールサインは「シードラゴン」。はるさめの搭載機。遥風のUH-60Jを誘導する。

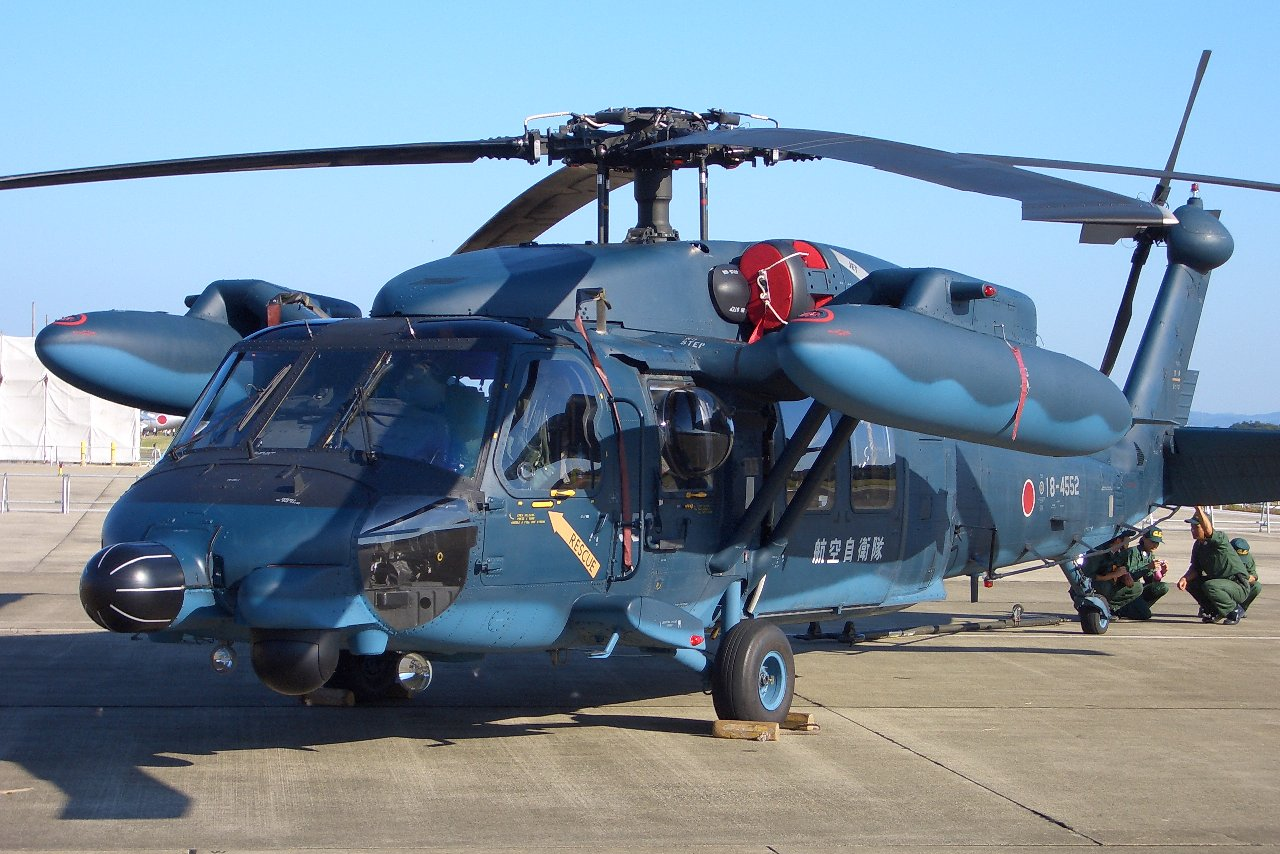
UH-60J
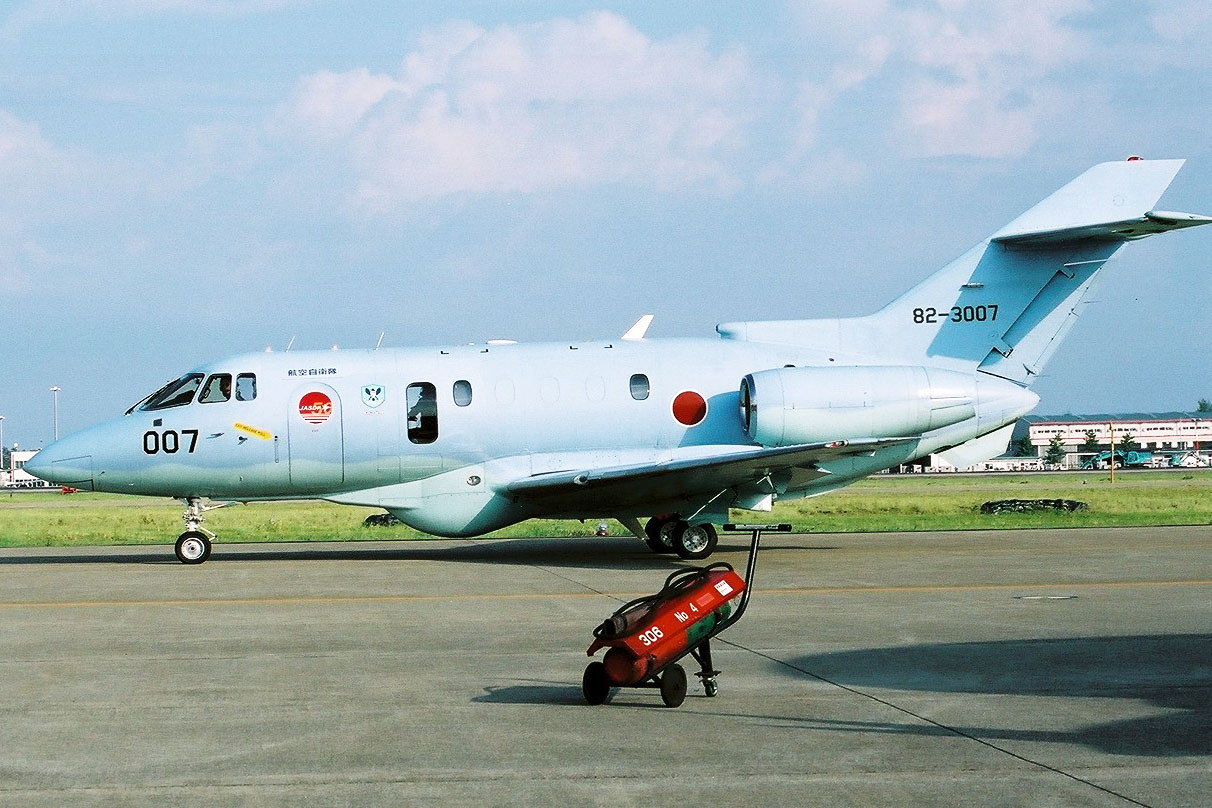
U-125A
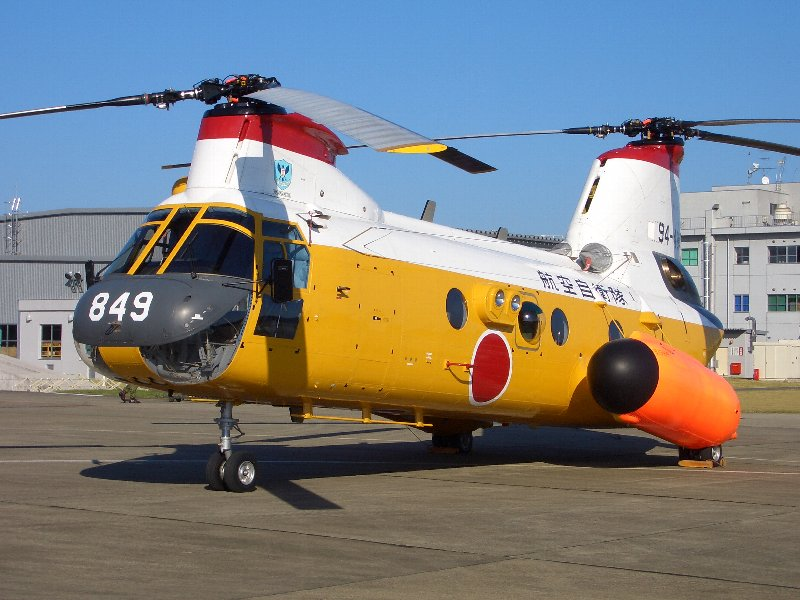
V-107A
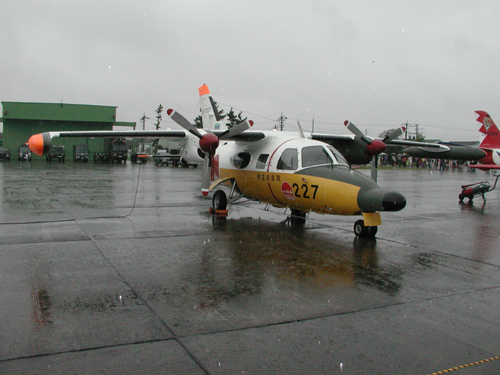
MU-2S
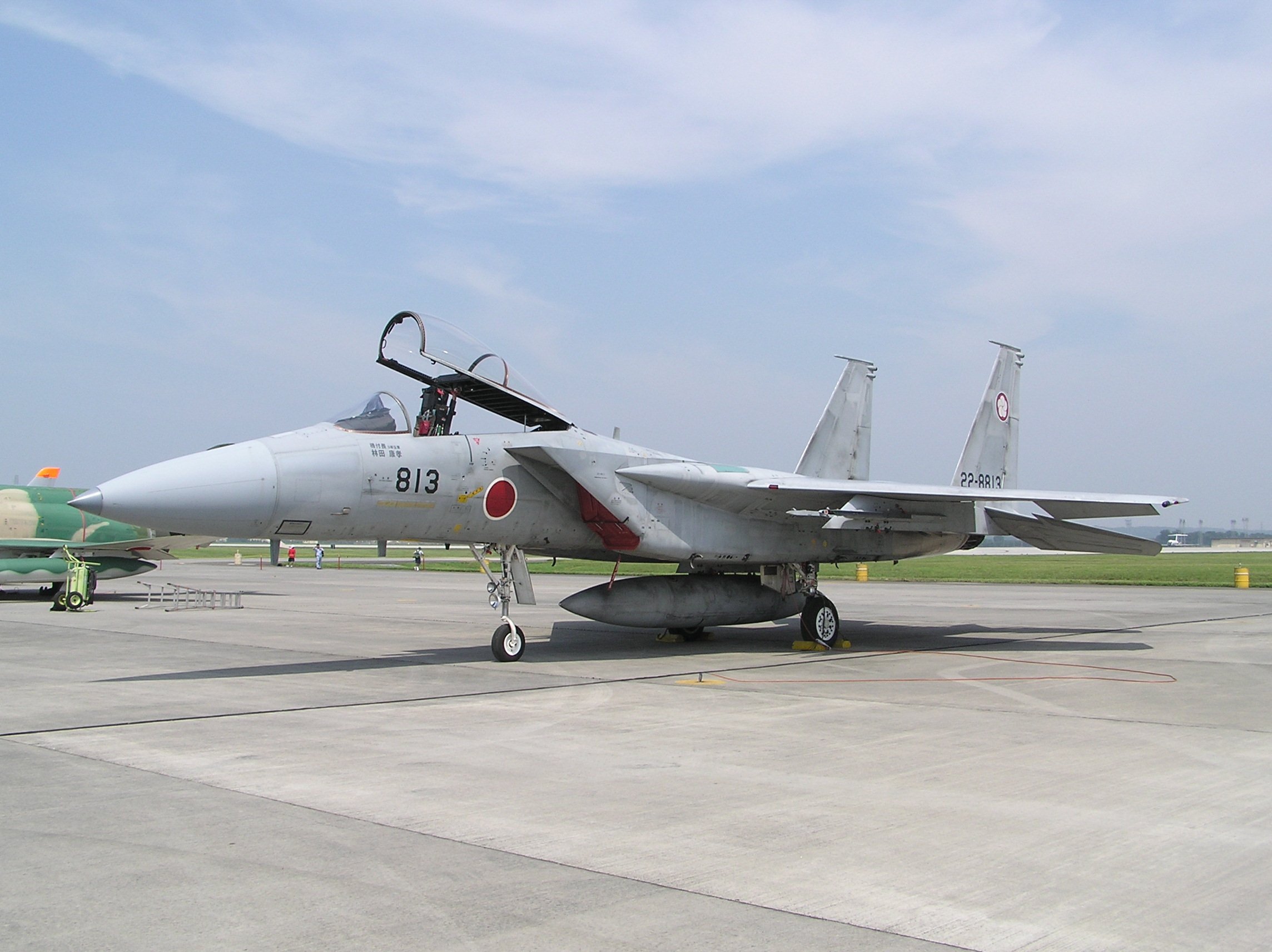
F-15J
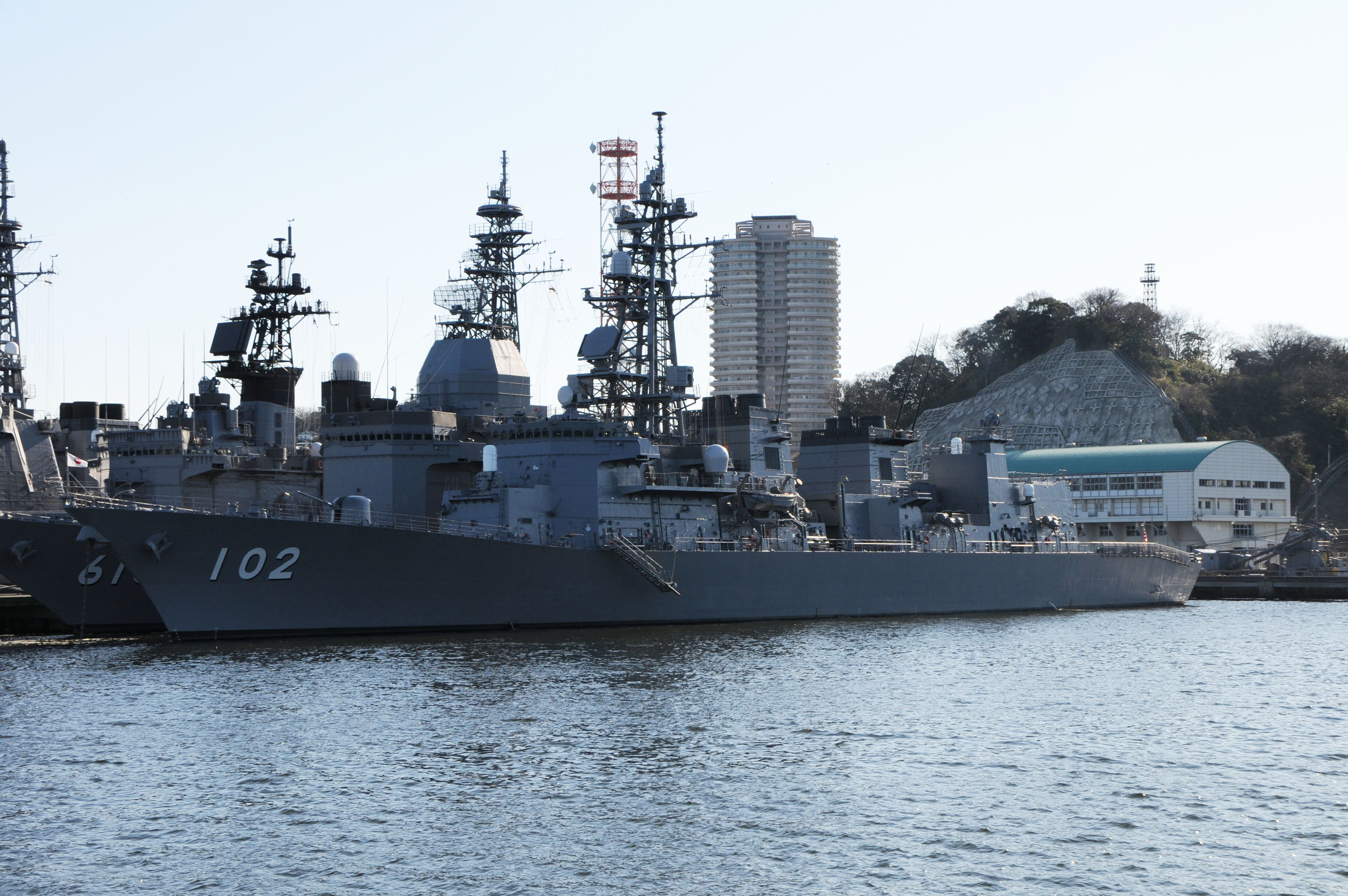
護衛艦はるさめ
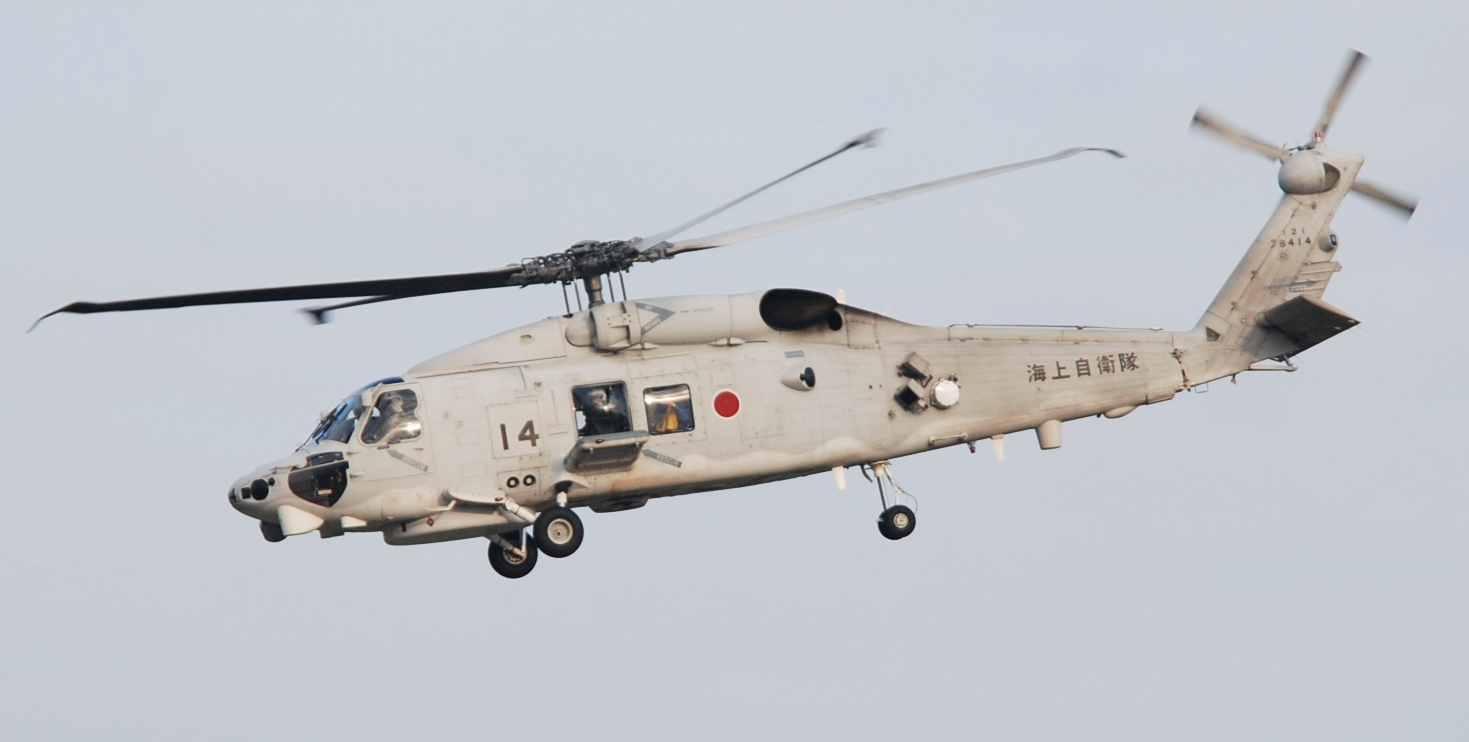
SH-60K

## スタッフ
- 原作：『よみがえる空 -RESCUE WINGS-』、『レスキューウイングス』
- 監督：手塚昌明
- 脚本：内藤忠司、水上清資、手塚昌明、大森一樹
- 音楽：和田薫
- VFXプロデューサー：小川利弘
- 撮影監督：加藤雄大
- アクションコーディネーター：深作覚
- カースタント：スーパードライバーズ
- 現像：東京現像所
- スタジオ：東映東京撮影所
- ロケ協力：浜松市役所、浜松フィルムコミッション ほか
- 協力：防衛省（大臣官房広報課、航空幕僚監部広報室、海上幕僚監部広報室）、航空自衛隊（航空救難団司令部、第6航空団、第1航空団）、海上自衛隊（横須賀地方総監部）
- 協賛：日本航空
- プロデューサー：鍋島壽夫
- ラインプロデューサー：松田康史
- 製作委員会メンバー：ファーストピクチャーズ、角川映画、北日本海事、ヴィジョンウエスト、アミューズソフトエンタテインメント、産経新聞

## 音楽
- 主題歌：『君の声』（歌：柴咲コウ、作詞：田口俊・柴咲コウ、作曲・編曲：崎谷健次郎）
- サウンドトラック：『角川映画「空へ-救いの翼」オリジナル・サウンドトラック』（ユニバーサルミュージック）